# فخ غوانتانامو
فخ غوانتانامو هو فيلم وثائقي عن أربعة أفراد انقلبت حياتهم رأسًا على عقب بسبب ارتباطهم بشكل أو بأخر بمعتقل غوانتانامو. الفيلم من إخراج توماس فالنر، وحاز الفيلم على جائزة لجنة التحكيم الخاصة في عام 2011 في مهرجان هوت دوكس الكندي الدولي للأفلام الوثائقية.
الأشخاص الأربعة المذكورون في الفيلم هم: مراد كورناز، وهو مواطن تركي كان يعيش في ألمانيا، واعتقل في باكستان وتم تسليمه إلى الجيش الأمريكي، حيث أمضى خمس سنوات في سجن ساريوسا في قندهار ومعتقل غوانتانامو على الرغم من أن المباحث الفيدرالية الأمريكية والاستخبارات الألمانية تعتقد أنه بريء، كما يقول كورناز أنه بريء وأنه تعرض للتعذيب أثناء احتجازه. الشخصية الثانية هي ديان بيفر، هو محام عسكري معروف صاغ مذكرة عن التعذيب في السجن، الشخصية الثالثة هي متى دياز، محامي حكم عليه 
بالسجن 6 أشهر بتهمة تسريب أسماء معتقلي غوانتانامو لمنظمات حقوق الإنسان؛  والرابع هو غونزالو بوي، محامي أسباني.

## وصلات خارجية
- فخ غوانتانامو على موقع IMDb (الإنجليزية)
- فخ غوانتانامو على موقع ألو سيني (الفرنسية)
- فخ غوانتانامو على موقع أول موفي (الإنجليزية)
- فخ غوانتانامو على موقع قاعدة بيانات الفيلم (الإنجليزية)
- فخ غوانتانامو على موقع ليتربوكسد (الإنجليزية)
- فخ غوانتانامو على موقع كينوبويسك (الروسية)

- الموقع الرسمي